# Бердибяки
Бердибяки — деревня в Починковском районе Смоленской области России. Входит в состав Ленинского сельского поселения. Население — 16 жителей (2007 год).
Расположена в центральной части области в 6 км к северо-востоку от Починка, в 1 км севернее автодороги Р96 Новоалександровский(А101) — Спас-Деменск — Ельня — Починок. В 7 км юго-западнее деревни расположена железнодорожная станция Починок на линии Смоленск — Рославль.

## История
В годы Великой Отечественной войны деревня была оккупирована гитлеровскими войсками в июле 1941 года, освобождена в сентябре 1943 года.

## Известные уроженцы и жители
В деревне в конце XIX в. проживал белорусский сказочник Василий Михайлов.